# Slavica Juka
Slavica Juka (Čapljina, 19. ožujka 1956.) redovna je profesorica Sveučilišta u Mostaru i bivša dekanica Filofskog fakulteta u Mostaru.

## Znanstvena karijera
- Magisterij na Filozofskom fakultetu u Zagrebu (tema: Hrvatsko iseljeništvo XX. stoljeća i socijalne integracije)
- 1999. Doktorat na Filozofskom fakultetu Družbe Isusove Sveučilišta u Zagrebu (tema: Čovječnost u filozofiji Kvirina Vasilja u odnosu na kategorički imperativ Immanuela Kanta)
- 2005. Voditeljica međunarodnog poslijediplomskog studija "Individualizacija i inkluzija u obrazovanju" Sveučilišta u Mostaru
- 2006. Izbor za dekanicu Filozofskog fakultetu u Mostaru
- 2007. Izbor u znanstveno-nastavno zvanje redovitog profesora na kolegijima "Etika" i "Filozofija novog vijeka"

## Nastavna djelatnost
- Filozofski fakultet Sveučilišta u Mostaru: Etika, Filozofija novog vijeka
- Poslijediplomski (doktorski studij) "Jezici i kulture u kontaktu" u Mostaru: Etika i suvremeni integracijski procesi

## Knjige
1. Etika - postavke i teorija, Mostar, 2006.
2. Prema Filozofiji odgoja, Mostar, 2007.
3. Javno komuniciranje - pravo i etika (Zoran Tomić, Marinko Jurilj, Marko Sapunar), Mostar, 2007.